# Maurice de Gandillac
Maurice Patronnier de Gandillac (Koléa, Tipasa; 14 de febrero de 1906-Neuilly-sur-Seine, París; 20 de abril de 2006), más conocido como Maurice de Gandillac, fue un filósofo e historiador de la filosofía francés.

## Carrera
Gandillac fue condiscípulo de Jean-Paul Sartre en el bachillerato y en la Escuela Normal Superior de París. Alumno brillante, tuvo notables profesores como Georges Cantecor, quien le hizo descubrir a Friedrich Nietzsche como contrapeso a su tomismo, y a Étienne Gilson, quien le hizo conocer a Nicolás de Cusa, filósofo renacentista al que le consagraría su tesis en 1941.
Su actividad como catedrático en la Sorbona se ha hecho sentir en varias generaciones de filósofos; enseñó en sus aulas entre 1946 y 1977. Dirigió los primeros trabajos de sus estudiantes Michel Foucault, Jacques Derrida, Jean-François Lyotard, Louis Althusser y Gilles Deleuze.
Gandillac fue el primer traductor al francés de Walter Benjamin.
En junio de 2005, conjuntamente con Jean Ricardou, fundador de la téxtica, publican un libro de poesía titulado Bestiaire latéral, en el que presentan una gran cantidad de animales imaginarios cuyos nombres son anagramas de la palabra «bestiaire».

## Obras
- Dante. Présentation, choix de textes, chronologie bibliographique, index par Maurice de Gandillac. Éditions Seghers, Paris, 1968. Collection Philosophes de tous les temps
- Genèses de la modernité. Les douze siècles où se fit notre Europe – De la « Cité de Dieu » à la « La Nouvelle Atlantide », Éditions du Cerf, 1992 ISBN 2-204-04503-9
- Le Siècle traversé. Souvenirs de neuf décennies, Albin Michel, Paris, 1998 ISBN 2-226-10467-4
- Œuvres complètes, Aubier, 1998
- Walter Benjamin, Oeuvres I, Gallimard, Folio Essais, traducción al francés.